# 第一次李賢內閣
第一次李賢內閣成立於天順元年七月九日（1457年7月29日），結束於成化二年三月八日（1466年3月23日）。是明英宗復辟後的最後一個內閣，亦是明憲宗統治下的第一個內閣，由時任吏部左侍郎李賢組閣。
李賢內閣任內，為政持大體，尤以惜人才、開言路為急。其舉薦的年富、軒輗、耿九疇、王竑、李秉、程信、姚夔、崔恭、李紹等人，均為一代名臣。當時皇帝延見大臣，有所薦，必先與吏部、兵部商定。李賢通情達理，遇事立斷；呂原濟以持重，庶政稱理；彭時善謀，三人合作無間，使得天順一朝政興治良。
成化二年三月八日，李賢因父親逝世出閣守喪；同日由次輔陳文繼任內閣首輔。

## 內閣成員
| 職位   | 姓名 | 備注                                                             |
| ------ | ---- | ---------------------------------------------------------------- |
| 首輔   | 李賢 | 徐有貞內閣期間解職，本屆內閣復職                                 |
| 次輔   | 彭時 | 陳循內閣期間停職，本屆內閣復職，天順八年（1464年）兼任吏部右侍郎 |
| 次輔   | 陳文 | 天順七年（1463年）入閣，次年兼任吏部左侍郎                       |
| 大學士 | 呂原 | 許彬內閣續任，天順六年（1462年）逝世                             |
| 大學士 | 岳正 | 許彬內閣續任，隨即離職                                           |

## 任內事蹟
- 天顺元年，李賢建議廢止宮妃殉葬制度、釋放建庶人並從優撫卹、地方官員升遷須有三品京官保舉，均得成慣例[13]。
- 天顺二年（1458年），李賢奏定纂修專選進士，自此“非進士不入翰林，非翰林不入內閣”形成固定的制度[14]。
- 天顺五年（1461年），曹吉祥發動政變，養子曹欽攻入東朝房襲擊李賢，并將殺之，逼其寫釋己罪草奏。幸虧王翺率軍趕來救助得免。李賢則密疏請擒賊黨，英宗得疏后大喜，慰勞特加太子太保。李賢并進言，急宜詔天下停不急務，而求直言以通閉塞，得到批准[15]。政變弭平後，英宗再問李賢“奪門之變”事。李賢稱：「『迎駕』則可，『奪門』豈可示後？天位乃陛下固有，『奪』即非順。且爾時幸而成功，萬一事機先露，亨等不足惜，不審置陛下何地！」英宗大悟并贊同。李賢并解釋道，英宗復辟是自然之理，石亨等人才是奪門之變的真正受益者。於是英宗下令章奏勿用「奪門」字，並議革冒功者四千余人[16]。
- 天顺七年（1463年），李賢奏請行寬恤之政、罷江南織造、清錦衣衛獄、止邊臣貢獻、停內外采買等事項[17]，英宗批准[18]。
- 天顺八年（1464年），英宗駕崩，皇太子朱見深即位為憲宗。李賢進言憲宗修身勤政，並建議減少浣衣局沒官婦女，宜放還其家，憲宗均批准。同年五月又勸諫憲宗遠內臣，重用老臣，并減少開支。此後每次遇災變，李賢必與同官進言[19]。